# Héctor Marchena
Héctor Marchena de la O (Golfito, 4 de enero de 1965) es un exfutbolista costarricense que jugó como defensa. Es recordado como uno de los primeros futbolistas costarricenses en participar en una copa del mundo como lo fue la Copa Mundial 1990.
Héctor Marchena fue parte de los primeros futbolistas costarricenses en obtener el primer título internacional con la Selección de Costa Rica en la Copa Uncaf 1991.

## Trayectoria
Héctor, registra que estuvo en dos equipos de Costa Rica como lo son el Club Sport Herediano y el equipo más veterano, como lo es Club Sport Cartaginés.

## Selección nacional
Fue convocado por el técnico serbio Bora Milutinović para participar en la cita mundialista de la Copa Mundial 1990.
Marchena fue parte de los primeros futbolistas costarricenses en participar en una cita mundialista como lo fue la Copa Mundial 1990, Costa Rica se colocó en el grupo C, contra dos países europeos, Escocia y Suecia, junto al país sudamericano Brasil. Marchena aparece en la alineación titular contra la selección de Escocia, en el que disputó los 90 minutos en la victoria para los costarricenses con el marcador 1-0, gracias al gol de Juan Cayasso al minuto 49. En el segundo encuentro, Marchena se enfrentaba ante el país sudamericano, Brasil, en el que disputó los 90 minutos del encuentro con sabor amargo a derrota, ya que los costarricenses perdían contra los brasileños con la mínima en el marcador 1-0. En el último partido de la primera fase de grupos, Costa Rica se enfrentaba ante la selección de Suecia, Marchena apareciendo nuevamente en la alineación titular disputando los 90 minutos, y con los goles de Róger Flores al 75 y Hernán Medford al 87, Costa Rica vencía ante los suecos en el marcador 2-1. La selección de Costa Rica junto a Héctor marcaban historia al pasar a la siguiente fase de grupos (octavos de final), logrando clasificar en la posición 2° con 4 puntos en primera fase de grupos del grupo C. En octavos de final, Costa Rica se enfrentaba ante la selección de Checoslovaquia, Marchena disputó los 90 minutos con un gran sabor amargo a derrota, con el marcador 4-1 a favor de Checoslovaquia, Costa Rica quedó eliminada ante el país europeo.
Después de realizar historia con Costa Rica en la Copa Mundial 1990, Costa Rica junto a Héctor participaron en el primer torneo de la Copa Uncaf 1991, en el primer encuentro se enfrentaban ante Honduras, en lo que Héctor Marchena debuta disputando los 90 minutos en dicho torneo, con victoria para los costarricenses en el marcador 2-0. En el segundo encuentro se enfrentaban ante El Salvador, Marchena nuevamente aparece en la alineación titular disputando los 90 minutos en la victoria que arrasaba ante El Salvador, con el resultado 7-1. En el tercer encuentro se enfrentaban ante Guatemala, por lo que sería el último partido del torneo, Héctor vuelve a aparecer ante los guatemaltecos y con sabor a victoria, Costa Rica lograba vencer ante Guatemala con el marcador 1-0, logrando ser los primeros campeones de la Copa Uncaf 1991 con sede en Costa Rica, Marchena lograba alzar su primer título internacional con Costa Rica.
Después de su participación en la Copa Uncaf 1991, torneo que fue clasificación para disputar la Copa Oro 1991, Marchena se enfrentaba en el primer partido ante Guatemala, disputando los 90 minutos del encuentro, con victoria en el marcador 2-0. En el siguiente partido fue contra Selección de fútbol de Trinidad y Tobago, Marchena en esta ocasión no estaría convocado, Costa Rica era derrotada ante Trinidad y Tobago con el marcador 2-1. En el tercer encuentro se enfrentaban ante Estados Unidos, Marchena disputó los 90 minutos contra los estadounidenses con derrota para los ticos, con el marcador 3-2, Costa Rica avanza a la semifinal, teniendo el duelo contra Honduras, Héctor disputa los 90 minutos del partido con nuevamente una derrota de parte de los hondureños eliminándo a los ticos con el marcador 2-0, teniendo que Costa Rica disputar por el tercer lugar. Costa Rica se enfrentaba ante México, Marchena sería titular en el partido con derrota ante los mexicanos, que ponía a Costa Rica en el cuarto lugar del torneo Copa Oro 1991.
Costa Rica realizó dos partidos amistosos contra la selección de Arabia Saudita, en lo que Marchena disputó en ambos compromisos, en su primer partido contra los saudís, Costa Rica lograba obtener la victoria (1-2), en el segundo encuentro Costa Rica caía con derrota (3-2), para su último partido, Costa Rica se enfrentaba ante Noruega, Héctor disputaba todo el compromiso sin anotaciones entre ambas selecciones (0-0).

#### Participaciones internacionales
| Competición                     | Sede           | Resultado        | Partidos | Goles |
| ------------------------------- | -------------- | ---------------- | -------- | ----- |
| Copa Mundial de 1990            | Italia         | Octavos de final | 4        | 0     |
| Copa Uncaf 1991                 | Costa Rica     | Campeón          | 3        | 0     |
| Copa de Oro de la Concacaf 1991 | Estados Unidos | Cuarto lugar     | 4        | 0     |

## Clubes
| Club                  | País       | Año       |
| --------------------- | ---------- | --------- |
| Club Sport Cartaginés | Costa Rica | 1987-1992 |
| Club Sport Herediano  | Costa Rica | 1993-1995 |

## Palmarés

### Títulos internacionales
| Título               | Equipo                  | Sede       | Año  |
| -------------------- | ----------------------- | ---------- | ---- |
| Copa Centroamericana | Selección de Costa Rica | Costa Rica | 1991 |

## Vida privada
Héctor Marchena confesó en el programa "60 Minutos con Kristian Mora" que ha tenido una batalla contra el alcoholismo a la edad de los 51 años, en la que tuvo un período de recuperación.
Después de lo ocurrido con Costa Rica en la Copa Mundial 1990, en el año 2016, Héctor realizó de profesión ser policía en la municipal de Desamparados.